# Büyükkışla, Hacıbektaş
Büyükkışla là một xã thuộc huyện Hacıbektaş, tỉnh Nevşehir, Thổ Nhĩ Kỳ. Dân số thời điểm năm 2011 là 91 người.